# Fernando Matoso dos Santos

Fernando Matoso dos Santos.

Fernando Matoso dos Santos (em grafia antiga Fernando Mattoso dos Santos) (Campo Maior, 1849 - 22 de Abril de 1921) foi estadista e professor, tendo exercido os cargos de ministro dos Negócios da fazenda entre 30 de Novembro e 28 de Fevereiro de 1903, no ministério de Hintze Ribeiro. Devido a remodelação governamental é, a título provisório, ministro dos Negócios Estrangeiros, de 1 de Julho de 1901 até 28 de Fevereiro de 1903.

## Biografia

### Carreira académica
Fernando Matoso dos Santos licenciou-se em Filosofia e Medicina (1874) na Universidade de Coimbra. Enquanto exercia a função de médico camarário na Golegã, decide concorrer à Escola Politécnica na disciplina de Zoologia e Anatomia Comparada, sendo o primeiro classificado. Esta classificação deu-lhe a oportunidade de leccionar esta disciplina naquele instituto (1880). 

### Carreira política
Matoso dos Santos filiou-se no Partido Progressista e foi vereador da Câmara Municipal de Lisboa. Este cargo permitiu-lhe evoluir politicamente. É eleito deputado pela Golegã, em 1887, seguindo-se o Cartaxo, Covilhã, Horta e Abrantes. Pelo círculo de Aveiro, foi Par do Reino.
Entre 30 de Novembro e 28 de Fevereiro de 1903 exerce o cargo de ministro dos Negócios da fazenda, e de 1 de Julho de 1901 até 28 de Fevereiro de 1903, o dos Negócios Estrangeiros.  

### Carreira profissional
Foi Inspector do serviço técnico das Alfândegas e membro do Conselho-Geral das Alfândegas e da Comissão das Pautas Ultramarinas (1891).
Em 21 de Julho de 1891, após ser nomeado Enviado Extraordinário e Ministro Plenipotenciário de Portugal pelo rei D. Carlos, é enviado ao Brasil com a missão de negociar a assinatura do Tratado de Comércio e Navegação entre Portugal e o Brasil, junto do presidente Floriano Peixoto. Viaja para o Rio de Janeiro em 23 de Julho. Em 14 de Janeiro de 1892, é assinado com o Ministro Plenipotenciário do Brasil João Pereira de Andrade um Tratado de Comércio e Navegação, que não foi ratificado.
Encontra-se colaboração da sua autoria na revista Brasil-Portugal (1899-1914).